# Tilopa
Tilopa (988-1069) byl jeden z nejznámějších indických mahásiddhů. Je považován za zakladatele školy Kagjüpa, jedné ze čtyř velkých škol tibetského buddhismu a je prvním z linie Karma Kagjü.
Pravděpodobně se narodil v Chativavu (dnešní Čattagrám na území Bangladéše) v bráhmanské kastě. Žil v klášteře do té doby, dokud mu Dákiní nesdělila, že by se měl věnovat asketickému životu. Tilopa obdržel nauky Vadžrajány od mnoha mistrů tohoto směru. Začal studovat nauku a brzy se mu podařilo sjednotit různé tantrické systémy. Výsledkem byla nauka, která dostala jméno podle jeho žáka Náropy, Náro-čodrug.

Učitelé Tilopy
- Saryapa
- Nagarjuna
- Lawapa
- Sukhasiddhi
- Indraboddhi
- Matanga